# Grom (альбом)
Grom (с пол. — «Гром») — второй студийный альбом польской блэк/дэт-метал группы Behemoth. Альбом был записан и сведён в период с декабря 1995 по январь 1996 года и издан в январе 1996 года лейблом Solistitium Records и позже на лейбле Pagan Records.
После выхода своего первого альбома Sventevith (Storming Near the Baltic), изданного лейблом Pagan Records, и после заключения контракта с немецким лейблом Solistitium Records группа приступает к записи своего второго альбома Grom. Запись альбома проходила в период с декабря 1995 по январь 1996 года и после сведения альбом был выпущен в январе 1996 года лейблом Solistitium Records. Обложка альбома Grom украшена работой Дэвида Тиерре. Альбом записан в пограничном между трэш-металом и блэк-металом, на альбома также имеется женский вокал и акустическая гитара. На альбоме две песни исполняются на польском языке: «Grom» и «Lasy Pomorza».

## Список композиций
| №  | Название                                                  | Автор(ы)       | Длительность |
| -- | --------------------------------------------------------- | -------------- | ------------ |
| 1. | «Intro»                                                   |                | 1:36         |
| 2. | «The Dark Forest (Cast Me Your Spell)»                    | Адам Дарский   | 7:06         |
| 3. | «Spellcraft and Heathendom»                               | Адам Дарский   | 4:50         |
| 4. | «Dragon's Lair (Cosmic Flames and Four Barbaric Seasons)» | Baal Ravenlock | 5:56         |
| 5. | «Lasy Pomorza»                                            | Адам Дарский   | 6:26         |
| 6. | «Rising Proudly Towards the Sky»                          | Baal Ravenlock | 6:53         |
| 7. | «Thou Shalt Forever Win»                                  | Адам Дарский   | 6:37         |
| 8. | «Grom»                                                    | Адам Дарский   | 5:28         |

## Участники записи
- Адам Дарский — вокал, гитара
- Baal Ravenlock — ударные инструменты, бэк-вокал
- Les — бас-гитара

### Приглашённые музыканты
- P. Велтровски — синтезатор
- «Celina» — вокал

### Другие участники
- Крис Машота — инженеринг
- «Dark Arts» — обложка и оформление альбома
- «Kreator» — макет